# Lidzbark Warmiński
Lidzbark Warmiński (udtale: ([ˈlʲid͡zbarɡ varˈmʲiɲskʲi]  ( hør) tysk: Heilsberg,  ( hør)), ofte forkortet til Lidzbark, er en historisk by beliggende i  voivodskabet Województwo warmińsko-mazurskie i det nordlige Polen. Den er sæde for Powiat Lidzbark (amt).
Lidzbark Warmiński var engang hovedstaden i Warmia og tidligere dens største by. Lidzbark selv var et religiøst og kulturelt center, for hvilket det var kendt som Perlen i Warmia. I en lang periode var det under kontrol af Biskoppen af Warmia, og det var også et stort økonomisk centrum, kun overgået af  den nærliggende by Braniewo.  
Lidzbark Slot, der var Warmians bispeslot, anses for at være en stor kunstnerisk og historisk værdi i verden og er blevet anerkendt som et historisk monument  af den polske regering.